# Château de Thillombois

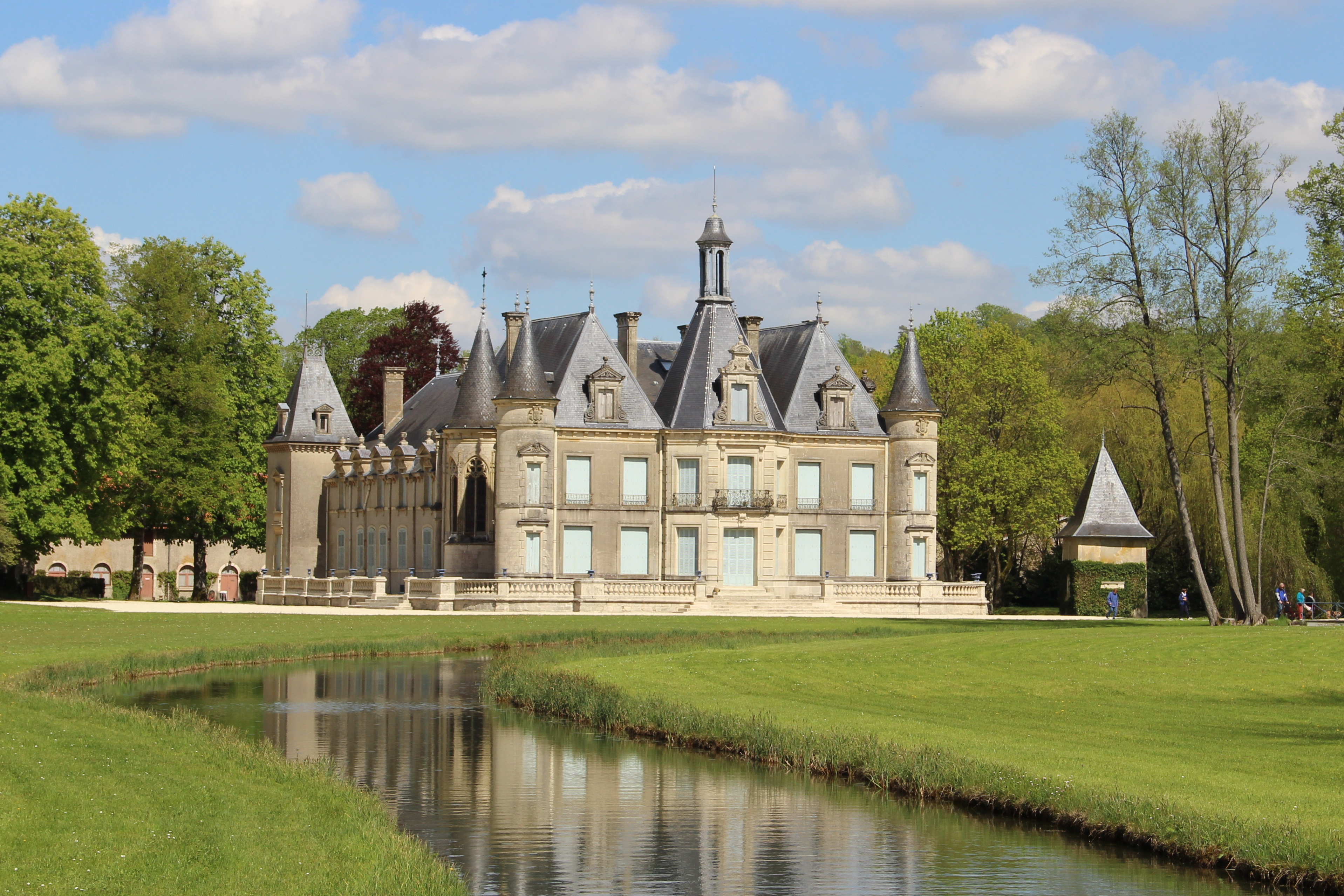
Château-de-Thillombois-vista-geral

O Château de Thillombois é um castelo renascentista situado em Thillombois, no departamento de Meuse; foi significativamente remodelado no século XIX. Foi admitido no registro do Monumento histórico em 6 de março de 1995.